# Melissa Navia
Melissa C. Navia (nacida el 24 de agosto de 1984) es una actriz estadounidense de ascendencia colombiana, conocida por interpretar al personaje la timonel Erica Ortegas en la serie de televisión de Paramount+, Star Trek: Strange New Worlds (2022 – presente).
En 2013, Navia ganó el premio a la mejor actriz en el Festival de Cine Independiente Wild Rose por su papel de Dawn en la película de ciencia ficción The Paragon Cortex. En 2015, tuvo un papel recurrente en la serie de televisión Common Charges. En 2017, tuvo un papel como actriz invitada como Elena Gabriel, una astronauta destinada a una vida en Marte, de la serie de televisión Billions producida por Showtime. En 2018, tuvo un papel recurrente como Moana en la serie Dietland de AMC.

## Vida personal
Su pareja, Brian Bannon, falleció en 2021, tres días después de que le diagnosticaran leucemia.

## Premios y nominaciones
| Año  | Premio                                   | Categoría          | Papel              | Resultado | Ref.  |
| ---- | ---------------------------------------- | ------------------ | ------------------ | --------- | ----- |
| 2013 | Festival de Cine Independiente Wild Rose | The Paragon Cortex | La corteza Paragon | Ganadora  | [ 9 ] |

## Filmografía

### Películas
| Year | Title                                | Role                          | Notes  |
| ---- | ------------------------------------ | ----------------------------- | ------ |
| 2011 | Love Eterne                          | Medina                        |        |
| 2011 | Break Point                          | The Woman                     | Cortos |
| 2011 | Metal Gear                           | Marabel Killian               | Cortos |
| 2012 | That's What She Said                 | East Village Lucky Joy Patron |        |
| 2012 | Red Tulips: A Story About Forgetting | Chica Policía                 | Cortos |
| 2012 | Girl Most Likely                     | Assistant                     |        |
| 2013 | Highly Specialized, Highly Committed | Reyes                         |        |
| 2013 | Sleeping with the Fishes             | Casey                         |        |
| 2013 | The Paragon Cortex                   | Dawn                          |        |
| 2013 | Legacy                               | Grace                         | Cortos |
| 2014 | Love Eterne [Mourning]               | Medina                        | Cortos |
| 2014 | Grind                                | Fighting Woman #1             | Cortos |
| 2014 | Growing Up and Other Lies            | Raja                          |        |
| 2014 | Amira & Sam                          | Police Clerk                  |        |
| 2014 | What It Was                          | Hilary                        |        |
| 2014 | Tremor Team 12                       | Agente Melanie Gregg          |        |
| 2015 | Temecula                             | Janet                         | Cortos |
| 2015 | The Chosen                           | Sabrina                       |        |
| 2016 | Interwoven                           | Mensaje de Voz #26            |        |
| 2016 | Working Poor                         | Melissa                       | Cortos |
| 2016 | Hymns                                | Irene                         |        |
| 2017 | New York Normal                      | Melanie                       |        |
| 2018 | Love Me Anyway                       | Jack                          |        |
| 2018 | Bel Canto                            | Esmeralda                     |        |
| 2019 | Tower of Silence                     | Lior                          |        |
| 2019 | Room 220                             | Officer Lex Diaz              | Cortos |

### Televisión
| Año           | Título                            | Role                           | Notas        |
| ------------- | --------------------------------- | ------------------------------ | ------------ |
| 2014          | El Capo                           | Reportera                      | 1 episodio   |
| 2015          | Common Charges                    | Wendy                          | 7 episodios  |
| 2015          | Mix-Matched                       | Maggie                         | 1 episodio   |
| 2015          | The Affair                        | Camarera                       | 1 episodio   |
| 2017          | Billions                          | Elena Gabriel                  | 1 episodio   |
| 2018          | Homeland                          | EMT Julie                      | 1 episodio   |
| 2018          | Dietland                          | Moana                          | 2 episodios  |
| 2021          | New Ámsterdam                     | Copiloto Eva Schafer           | 1 episodio   |
| 2021          | Bull                              | Tidal                          | 2 episodios  |
| 2022-presente | Star Trek: Nuevos mundos extraños | Teniente Timonel Erica Ortegas | 16 episodios |
| 2022–2023     | The Ready Room                    | Ella misma                     | 2 episodios  |